# Bīd Hel
Bīd Hel (persiska: بید گل, Bīd Gol, بيد هل) är en ort i Iran.   Den ligger i provinsen Lorestan, i den västra delen av landet, 300 km sydväst om huvudstaden Teheran. Bīd Hel ligger 1 649 meter över havet och antalet invånare är 294.
Terrängen runt Bīd Hel är kuperad åt nordost, men åt sydväst är den bergig. Bīd Hel ligger nere i en dal. Runt Bīd Hel är det ganska tätbefolkat, med 72 invånare per kvadratkilometer. Närmaste större samhälle är Chaghalvandī, 8,1 km sydost om Bīd Hel. Omgivningarna runt Bīd Hel är i huvudsak ett öppet busklandskap.